# Cantone di Aix-les-Bains-Nord-Grésy
Il Cantone di Aix-les-Bains-Nord-Grésy era un divisione amministrativa dell'arrondissement di Chambéry.
È stato soppresso a seguito della riforma complessiva dei cantoni del 2014, che è entrata in vigore con le elezioni dipartimentali del 2015.
Comprendeva parte della città di Aix-les-Bains e i comuni di:
- Brison-Saint-Innocent
- Grésy-sur-Aix
- Montcel
- Pugny-Chatenod
- Saint-Offenge-Dessous
- Saint-Offenge-Dessus
- Trévignin